# 리칸카부르산

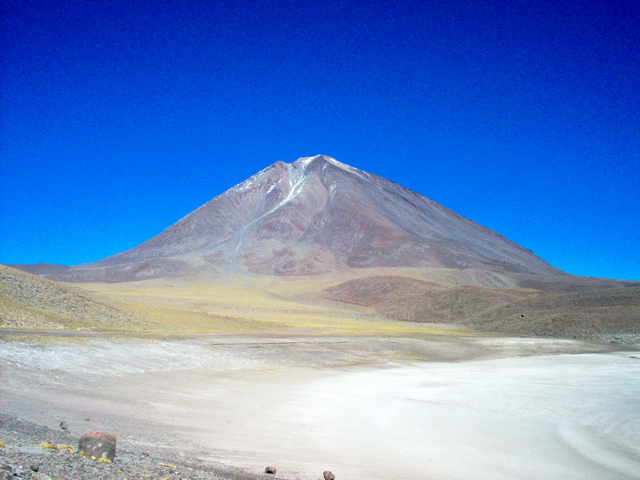

리칸카부르산(Licancabur)은 볼리비아와 칠레의 안토파가스타에 있는 성층 화산으로, 활화산인지 휴화산인지는 아직 불확실하다. 그러나 활화산이란 이야기가 많으며, 이 화산은 높이가 5,920m로 매우 높다. 앞에는 염호가 있으며 정상에는 작은 화구호가 있다.